# Calliopsis hondurasica
Calliopsis hondurasica là một loài Hymenoptera trong họ Andrenidae. Loài này được Cockerell mô tả khoa học năm 1949.